# Margo Sari (Metro Kibang)
Margo Sari is een bestuurslaag in het regentschap Lampung Timur van de provincie Lampung, Indonesië. Margo Sari telt 1842 inwoners (volkstelling 2010).